# Храм Живоначальной Троицы на Воробьёвых горах
Храм Живонача́льной Тро́ицы на Воробьёвых гора́х — православный храм в районе Раменки Западного административного округа Москвы.
Относится к Михайловскому благочинию Московской епархии Русской православной церкви. Главный престол освящён в честь Святой Троицы; приделы — в честь святителя Николая Чудотворца и преподобного Сергия Радонежского. В 1937 году в связи с закрытием церкви Троицы Живоначальной в Троицком-Голенищеве антиминсы из приделов свят. Ионы и муч. Агапия были перенесены в храм святой Троицы на Воробьевых горах и в главном алтаре (а ныне в трапезной) устроен приставной престол свят. Ионы, митрополита Московского.

## История
Троицкая церковь на Воробьёвых горах связана с историей древнего дворцового села Воробьёво, известного по летописям с 1450-х годов, когда его купила княгиня Софья Витовтовна, супруга московского великого князя Василия I. Село принадлежало потомкам московского боярина Юрия Воробьёва, который в 1352 году был отправлен великим князем Симеоном Гордым в Царьград для утверждения на московскую митрополичью кафедру святителя Алексия, боярскому роду Воробьёвых, по имени которых и было названо село (см. также здесь).
Упоминание Воробьёва как сельца говорит о том, что уже тогда здесь существовал православный храм. Троицкая церковь упоминается в 1644 году как очень древняя церковь села Воробьёво. Ранее там стояли ещё 2-3 дворцовые церкви, которые впоследствии были разобраны, а взамен них построили единый Троицкий храм с придельными престолами.
К концу 1790-х годов храм сильно обветшал и по приказу Екатерины Великой был разобран. Нынешнее здание храма начало строиться в 1811 году в стиле ампир (позднего классицизма) по проекту архитектора Александра Витберга: четырёхугольный в плане, с порталами, украшенными колоннами, однокупольный, с двухъярусной колокольней. В 1812 году здесь перед советом в Филях молился Михаил Кутузов. Здание уцелело во время наполеоновского нашествия. Строительство было завершено в 1813 году. Храм дважды подновлялся: в 1858—61 годах и в 1898 году.
В советское время храм несколько раз был под угрозой закрытия. Впервые в конце 1920-х годов, когда обсуждался вопрос о строительстве Дворца Советов, одно время который предполагалось разместить на Воробьёвых горах (переименованных в 1935 году в Ленинские горы). По Генеральному плану социалистической реконструкции Москвы 1935 года Ленинские горы должны были стать завершающей частью парадной магистрали города — проспекта Ильича. Однако планы не были осуществлены. И даже указ о запрете колокольного звона по всей Москве не коснулся Троицкой церкви, поскольку в то время она находилась за городской чертой. Не был закрыт храм и в конце 1940-х годов в связи со строительством нового здания Московского Государственного университета.
В 1964 и 1971 годах в церкви проводился внешний, в 1971—72 годах — внутренний ремонт.
Церковь неоднократно посещал Владимир Путин: в 2000 году, находясь в должности исполняющего обязанности Президента России он посетил храм во время Рождества, в 2004 году присутствовал на литии по погибшим во время теракта в Беслане, в 2011 году — на панихиде по погибшим в теракте в Домодедове, а в сентябре 2014 года поставил свечку «за тех, кто пострадал, защищая людей в Новороссии».
Храм Живоначальной Троицы на Воробьёвых горах относится к памятникам культурного наследия федерального значения по городу Москве согласно Постановлению Совмина РСФСР от 04.12.1974 N 624 и приказу Росохранкультуры от 28.12.2010 N 472.
На основании распоряжения Департамента городского имущества города Москвы от 17.10.2016 № 29876 здание храма Живоначальной Троицы на Воробьёвых горах передано в собственность Русской Православной Церкви.

## Престольные праздники
- в честь Троицы Живоначальной — переходящий праздник, отмечается на 50-й день после Пасхи
- 8 октября (по ст. стилю 25 сентября) — преподобного Сергия Радонежского
- 19 декабря (6 декабря) — святителя Николая Чудотворца

## Святыни
- икона Божией Матери «Благодатное Небо»
- иконы XVII века: Господь Вседержитель с клеймами Распятия и Воскресения, «Страстная» Божией Матери, Иоанна Предтечи, апостолов Иоанна, Петра, Павла, Матфея
- иконы XIX века: Святой Троицы Новозаветной, Гурия, Самона и Авива, Космы и Дамиана и 2 эмалевых медальона — Спаситель и Богоматерь, справа от иконостаса — Воскресение Христово, слева — Печерская икона Божией Матери
- в приделе преподобного Сергия: в алтаре — Святой Троицы (XVII в.), «Неопалимая Купина», Казанская икона Божией Матери, «Утоли моя печали», четырёхчастная икона XIX в. — Рождества Христова, Божией Матери, Иоанна Предтечи и святителя Николая Чудотворца

## Духовенство
- настоятель — протоиерей Андрей Новиков
- протоиерей Константин Георгиевский
- протоиерей Геннадий Ерёменко
- иерей Сергий Зверев
- диакон на временном служении Михаил Малютин

Богослужение:
- ежедневно — утреня и литургия в 8:00
- в двунадесятые праздники — водосвятный молебен в 8:00 и литургия в 9:00
- в воскресные дни — водосвятный молебен в 8:00 и литургия в 9:00
- накануне воскресных дней, понедельников, двунадесятых и великих праздников — вечернее богослужение в 16:00

## Адрес
Адрес: 119334, Москва, Косыгина ул., д. 30 (м. «Воробьёвы горы», смотровая площадка)

## Фотографии
- Святитель Алексий исцеляет царицу Тайдулу. Фреска на фасаде храма
- Троицкая церковь
- Троицкая церковь
- Троицкая церковь
- Препод. Сергий Радонежский благословляет Дмитрия Донского на Куликовскую битву. Фреска на фасаде храма

## Комментарии
1. ↑  Знаменитое село Воробьёво, расположенное на горах того же названия, также восходит к боярскому роду Воробьёвых, известному в середине XIV в. — См. Тихомиров М. Н. Древняя Москва (XII-XV вв.) : Моск. гос. ун-т им. М. В. Ломоносова М. : Изд-во МГУ, 1947. Дата обращения: 31 июля 2013. Архивировано 24 сентября 2015 года.
2. ↑  Тихомиров М. Н. Труды по истории Москвы. Москва, Издательство: Языки славянской культуры, 2003 — ISBN 5-94457-165-9
3. ↑  Глубокая религиозность была присуща всему боярскому роду Воробьёвых, которая происходила от их вероятного родоначальника, крестителя Великого Новгорода, новгородского посадника X века Воробья Стояновича (см. также Крещение Новгорода). Помимо московского боярина Юрия Воробьёва — посла великого князя Симеона Гордого, отправленного в Царьград для утверждения на московскую митрополичью кафедру святителя Алексия (1352—1353 гг.), в XVI веке двое братьев Воробьёвых Василий и Симеон были дьяками — владычными боярами святителя Макария митрополита Московского. В XVII веке Воробьёвы служили и в Патриаршем Приказе.
4. ↑  Прим. В книге под ред. Аверьянова К. А. «История московских районов» (2005 г.) утверждается, что владельцем села Воробьёва был якобы Кирилл Воро́ба. Однако тогда село называлось бы Воро́бино (ударный второй слог) исходя из этимологии его прозвища (вороба — деревянное приспособление для наматывания пряжи, шёлка (Вороба // Толковый словарь живого великорусского языка : в 4 т. / авт.-сост. В. И. Даль. — 2-е изд. — СПб. : Типография М. О. Вольфа, 1880—1882.), мотовило (Толковый словарь русского языка : в 4 т. / гл. ред. Б. М. Волин, Д. Н. Ушаков (т. 2—4) ; сост. Г. О. Винокур, Б. А. Ларин, С. И. Ожегов, Б. В. Томашевский, Д. Н. Ушаков ; под ред. Д. Н. Ушакова. — М. : Государственный институт «Советская энциклопедия» (т. 1) : ОГИЗ (т. 1) : Государственное издательство иностранных и национальных словарей (т. 2—4), 1935—1940.). При этом настоящее название села Воробьёво (ударный третий слог) всегда имело «птичью» этимологию и ни с чем другим никогда не ассоциировалось. Кроме того, в книге не упоминается московский боярин Юрий Воробьёв (1352—1353 гг.) во избежание прямых ассоциаций с селом Воробьёво, что не даёт оснований считать версию автора книги убедительной.
5. ↑  Прим. Село Воро́бино находилось на юго-востоке, а не на юго-западе Москвы недалеко от Новоспасского монастыря, который стоит на месте родовой вотчины бояр Романовых, родоначальником которых был Андрей Кобыла. Кирилл Воро́ба был племянником последнего и, следовательно, их родовые вотчины были рядом.
6. ↑  На другом берегу Москвы-реки на Лужнецкой набережной напротив Воробьёвых гор расположена часовня в честь крестителя Руси равноапостольного князя Владимира Святославича, при дворе которого воспитывался вероятный родоначальник боярского рода Воробьёвых новгородский посадник Воробей Стоянович. Часовня князя Владимира, именем которого крайне редко называют храмы в России, очень хорошо видна с Воробьёвых гор.